# Région intermédiaire

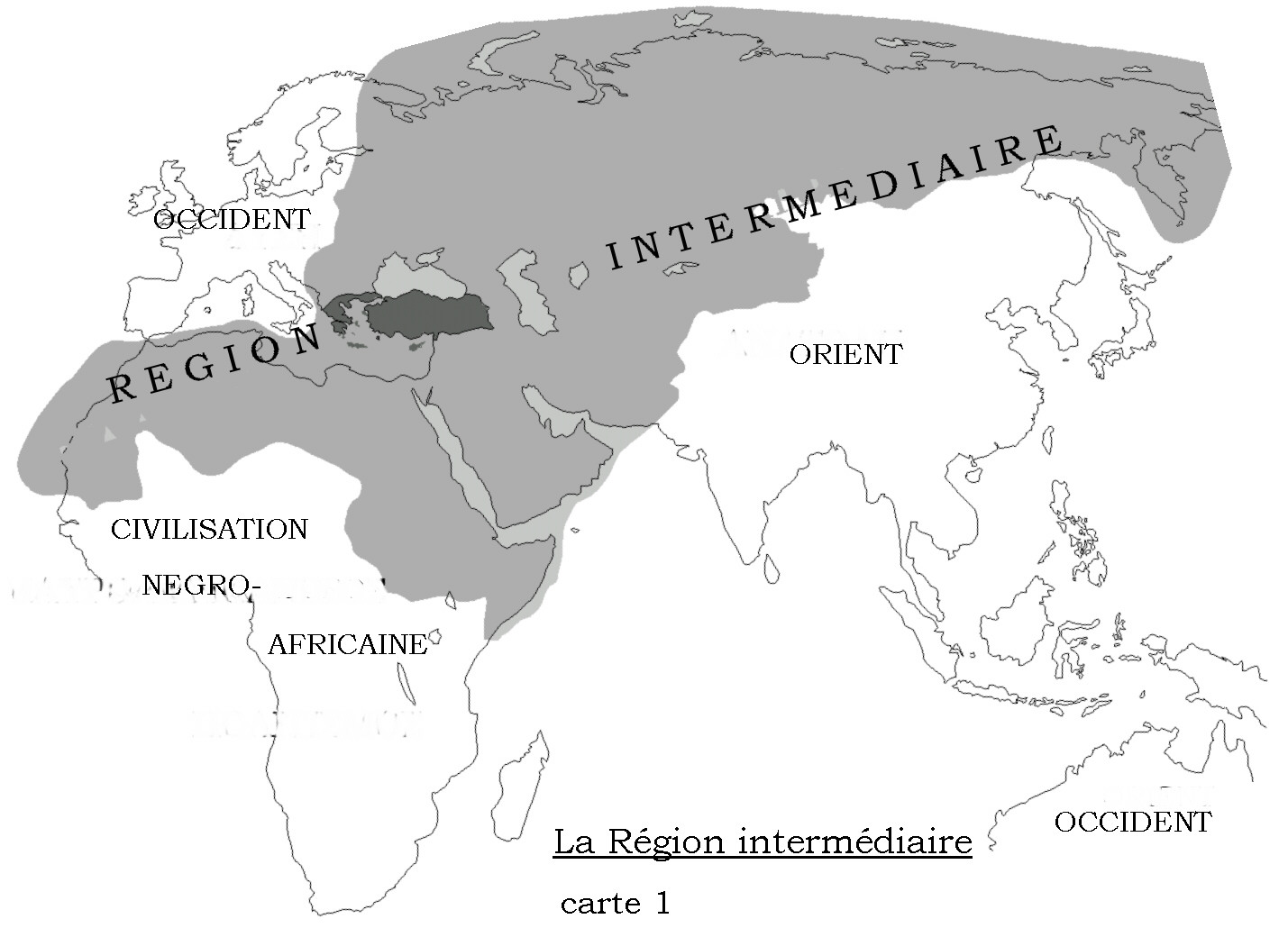
Carte de La Région Intermédiaire

La Région intermédiaire est un modèle géopolitique reconnu par la communauté scientifique dès les années 1970, en particulier par la Société royale du Canada. Selon ce modèle, établi par Dimitri Kitsikis, professeur à l'Université d'Ottawa, l'Eurasie présente, non pas deux régions de civilisation, à savoir l'Occident (ou Europe occidentale) et l'Orient (ou civilisation extrême-orientale), mais également une troisième civilisation, placée entre les deux, appelée Région intermédiaire.

## Description

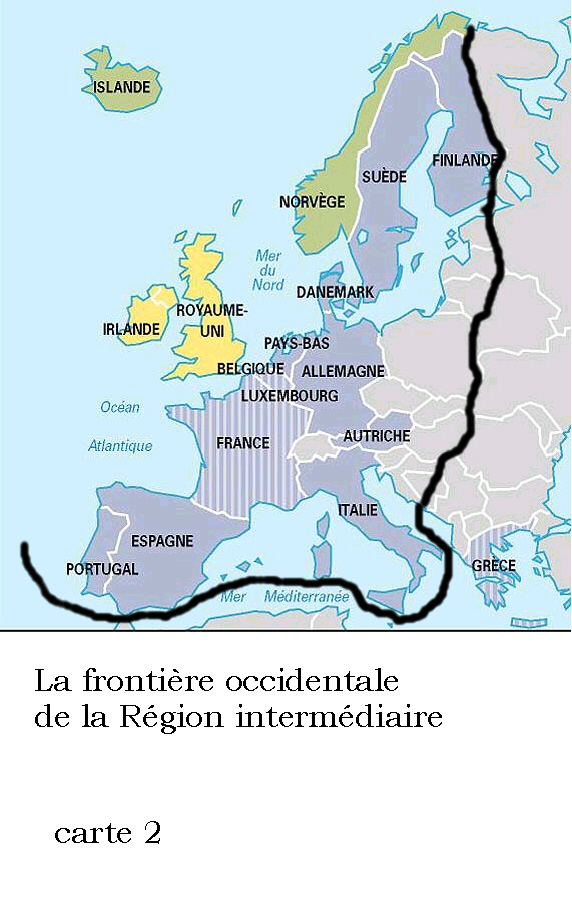

Font partie de la Région intermédiaire tous les pays entre l'Adriatique et l'Indus qui se considèrent un pont de civilisation entre Occident et Orient. Ce vaste espace civilisationnel est à cheval sur la moitié est de l'Europe et la moitié ouest de l'Asie. Cela signifie que, du point de vue de la civilisation, il n'existe pas une Europe unique, ni une Asie unique. Les termes d'Europe et d'Asie sont des concepts géographiques et non de civilisation. Du point de vue de la religion dominante, la Région intermédiaire comprend deux religions de base : le christianisme orthodoxe et l'islam sunnite, avec trois religions supplémentaires: l'islam chiite, l'alévisme et le judaïsme. Au contraire, le catholicisme romain et le protestantisme dominent en Occident et l'hindouisme, ainsi que le bouddhisme, dominent en Orient.
La Région intermédiaire s'apparente depuis 2 500 ans à un empire œcuménique (délimité en son centre par des détroits et la mer Égée), fondamentalement le même, qui a toujours essayé d'unir l'ensemble de la Région intermédiaire. L'Empire perse de Darius devint celui d'Alexandre, puis des Romains païens, ensuite des Romains chrétiens (Byzance) et enfin des Ottomans sunnites, jusqu'en 1923-24, bien que la dynastie ottomane fût originellement bektachie-alévie, d'où l'importance prise au sein des janissaires de la religion bektachie. Cet empire central était toujours talonné par des empires périphériques qui essayent de s'emparer de la succession de l'empire œcuménique, tels les empires arabe, islamique, perse et russe jusqu'en 1917.
La dynamique de la Région intermédiaire, entre l'Empire du centre et l'Empire de la périphérie, constitue le conflit interne. Chacun des peuples principaux de cet espace s'efforce de s'emparer du centre, dont Byzance-Constantinople-Istanbul demeure pendant, près de deux mille ans le point de rencontre incontournable. Les Arabes, au VIIIe siècle, et les Russes, au XXe, parvinrent au seuil du succès, sans finalement réussir à prendre en charge la direction de l'Empire œcuménique.
L'intervention de l'Occident, dès le XVIIIe siècle, dans la Région intermédiaire, est appelée le conflit externe, conflit qui n'aurait pas pour but de prendre en charge la succession, mais bien de détruire, à la longue, entièrement l'Empire œcuménique, de le morceler et d'imposer le prisme idéologique de l'occidentalisation.
En définitive, « le continent de l'Eurasie, dont l'Europe n'est que l'une des péninsules, se divise, à cause de milliers d'années d'histoire, en trois grandes aires de civilisation :
- l'Occident ou Europe occidentale, qui comprend en outre aujourd'hui, l'Amérique du Nord et du Sud, l'Australie et la Nouvelle-Zélande ;
- l'Orient ou Extrême-Orient, qui comprend trois péninsules : l'Inde, l'Asie du Sud-Est (avec l'Indonésie) et la Chine (avec la Corée et le Japon) ;
- la Région intermédiaire, qui participe à la fois, de l'Occident et de l'Orient »[4].